# Thorsten Engelmann
Thorsten Engelmann (* 20. Juli 1981 in Berlin) ist ein ehemaliger deutscher Riemenruderer.
Er lernte beim Ruderverein Collegia in Berlin das Rudern und wechselte 1996 zum Ruder-Club Tegel 1886. 2000 wurde er U23-Weltmeister im Achter und seit 2001 bildete Thorsten Engelmann gemeinsam mit Athleten wie Sebastian Schulte und Bernd Heidicker die Stammbesetzung des Deutschland-Achters, mit dem er nach Weltmeisterschafts-Bronze (2001 und 2005), WM-Silber (2002) in Eton 2006 Weltmeister wurde. Bei den Olympischen Sommerspielen 2004 in Athen wurde er Vierter.
Während seines Studiums der Wirtschaftswissenschaft an der Ruhr-Universität in Bochum absolvierte er auch einige Semester an der Universität von Cambridge. Dort qualifizierte er sich 2006 und 2007 für das Universitätsboot und bestritt das weltbekannte Boat Race. Nachdem er 2006 mit seiner Mannschaft gegen den Achter aus Oxford verloren hatte, führte er die Cambridge Mannschaft 2007 als Schlagmann zum Sieg. Das Jahr 2007 gestaltete sich auch weiterhin positiv und endete mit einem Vizeweltmeistertitel für den Achter. Nach seiner Rückkehr nach Deutschland und schwachen Vorstellungen auf den World-Cups verlor er im Jahr 2008 seinen Platz im Deutschland-Achter, nachdem der Deutsche Ruderverband kurz vor den Olympischen Spielen eine komplett neue Mannschaft formierte.
Derzeit ist Engelmann in der Internen Revision bei der ThyssenKrupp AG in Düsseldorf als Controller tätig.
Am 8. Mai 2010 war Engelmann Gegner von Stefan Raab bei der Fernsehshow Schlag den Raab, er verlor jedoch dieses TV-Duell um eine halbe Million Euro im vierzehnten Spiel.